# Orthetrum robustum
Orthetrum robustum är en trollsländeart som beskrevs av Boris Ivan Balinsky 1965. Orthetrum robustum ingår i släktet Orthetrum och familjen segeltrollsländor. IUCN kategoriserar arten globalt som livskraftig. Inga underarter finns listade i Catalogue of Life.